# Município de Good Hope (condado de Hocking, Ohio)
Localização do Ohio nos E.U.A.
O município de Good Hope (em inglês: Good Hope Township) é um município localizado no condado de Hocking no estado estadounidense de Ohio. No ano de 2010 tinha uma população de 1399 habitantes e uma densidade populacional de 20,43 pessoas por km².

## Geografia
O município de Good Hope encontra-se localizado nas coordenadas 39° 34′ 13″ N, 82° 34′ 18″ O. Segundo a Departamento do Censo dos Estados Unidos, o município tem uma superfície total de 68.48 km², da qual 68,18 km² correspondem a terra firme e (0,44 %) 0,3 km² é água.

## Demografia
Segundo o censo de 2010, tinha 1399 pessoas residindo no município de Good Hope. A densidade populacional era de 20,43 hab./km².